# 볼리비아 여자 축구 국가대표팀
볼리비아 여자 축구 국가대표팀은 볼리비아를 대표하는 여자 축구 대표팀으로 볼리비아 축구 협회에서 관리한다. 남미 여자 축구 최약체로 평가받는 팀들 중 하나로 1995년 1월 8일 칠레와의 1995년 남미 여자 축구 선수권 대회 A조 조별리그 1차전에서 국제 A매치 첫 경기를 치렀으며 이 경기에서 0-11로 대패했다.

## 국제 대회 경력

### 코파 아메리카 페메니나
1995년 대회를 시작으로 현재까지 8회 연속 코파 아메리카 페메니나에 출전하여 8번의 대회에서 모두 조별리그에서 탈락했다. 그나마 칠레와의 2003년 대회 1라운드 2차전에서 7-1이라는 볼리비아 여자 축구 역사상 국제 경기 최다 점수차 승리를 거두면서 A매치 첫 경기인 1995년 대회 조별리그에서 당한 0-11 대패를 설욕했고 2010년 대회에서는 페루, 2018년 대회에서는 에콰도르를 상대로 승리를 쟁취했다.

### 팬아메리칸 게임
본래 2023년 대회 출전이 예정되어 있었던 베네수엘라의 갑작스러운 기권으로 인해 어부지리로 사상 첫 팬암 게임에 출전한 이후 조별리그에서 1무 2패·B조 최하위로 7·8위 결정전으로 밀려났으나 2022년 CONCACAF W 챔피언십 3위팀인 자메이카와의 7·8위 결정전에서 2-1로 꺾고 사상 첫 승을 거두며 7위로 대회를 마감했다.

## 성적

### FIFA 여자 월드컵
- 1991년: 불참
- 1995년 ~ 2023년: 예선 탈락

### 올림픽 축구
- 1996년 ~ 2024년: 예선 탈락

### 코파 아메리카 페메니나
- 1991년: 불참
- 1995년: 조별 예선
- 1998년: 조별 예선
- 2003년: 조별 예선
- 2006년: 조별 예선
- 2010년: 조별 예선
- 2014년: 조별 예선
- 2018년: 조별 예선

## 같이 보기
- 볼리비아 축구 국가대표팀